# Roksołana Krawczuk
Roksołana Mykołajiwna Krawczuk, ukr. Роксолана Миколаївна Кравчук (ur. 7 listopada 1997 w Turzysku, w obwodzie wołyńskim) – ukraińska piłkarka, grająca na pozycji pomocnika w Worskle Połtawa, wielokrotna reprezentantka Ukrainy.

## Kariera piłkarska

### Kariera klubowa
W 2010 rozpoczęła karierę klubową w seniorskiej drużynie Toma-Edelwejs Włodzimierz Wołyński. W 2011 dołączyła do Oswita-DJuSSz-3 Iwano-Frankiwsk. Od kwietnia do września 2013 roku występowała w Naftochimika Kałusz, a potem została zawodniczką klubu Żytłobud-2 Charków, który potem zmienił nazwę na Worskła Połtawa.

### Kariera reprezentacyjna
1 grudnia 2020 roku zadebiutowała w seniorskiej kadrze narodowej w wygranym 2:1 meczu kwalifikacyjnym do mistrzostw Europy z Czarnogórą. Wcześniej broniła barw juniorskiej reprezentacji U-17 i U-19.

## Sukcesy i odznaczenia

### Sukcesy klubowe
Żytłobud-2 Charków/Worskła Połtawa
- mistrz Ukrainy: 2016, 2017, 2019/20; 2022/23, 2023/24
- zdobywca Pucharu Ukrainy: 2019/20, 2020/21, 2021/22, 2023/24

### Sukcesy indywidualne
- tytuł Mistrza sportu Ukrainy: 2014
- królowa strzelców mistrzostw Ukrainy: 2023/24 (17)